# Дельта (ураган)
Ураган Дельта (англ. Hurricane Delta) – третій великий тропічний ураган Атлантики у сезоні 2020 року. Також він є двадцять п'ятим іменним циклоном серед усіх сезонів атлантичних циклонів. Дельта пронеслась територією Ямайки, Нікарагуа, Кайманових островів, західної Мексики та західних США.
Зародилась Дельта через тропічну хвилю, яку було помічено 1 жовтня 2020 року. Рухаючись на захід, хвиля посилювалась, тож ввечері 4 жовтня її було визнано потенціальним тропічним циклоном. На наступний день ураган мав вже усі ознаки, тому його було названо тропічним штормом Дельта.